# Білий ангел
Білий ангел (серб. Бели анђео) — фреска з церкви Вознесіння сербського православного монастиря Мілешева, один із шедеврів сербського та православного мистецтва. Датується XIII століттям і належить до періоду Палеологівського відродження.
У XVI столітті поверх цього зображення було написано нове, яке було видалено під час реставраційних робіт у XX столітті.
Фреска знаходиться на південній стороні церкви і входить до композиції жінки-мироносиці. Ангел, одягнений у білий хітон, сидить на камені і своєю рукою вказує дружинам-мироносицям на порожню гробницю Христа.